# Collegio uninominale Lombardia 3 - 05 (2017)
Il collegio elettorale uninominale Lombardia 3 - 05 è stato un collegio elettorale uninominale della Repubblica Italiana per l'elezione della Camera tra il 2017 ed il 2022.

## Territorio
Come previsto dalla legge elettorale italiana del 2017, il collegio era stato definito tramite decreto legislativo all'interno della circoscrizione Lombardia 3.
Era formato dal territorio di 22 comuni: Almè, Azzano San Paolo, Bergamo, Curno, Dalmine, Gorle, Lallio, Mozzo, Paladina, Pedrengo, Ponte San Pietro, Ponteranica, Ranica, Scanzorosciate, Seriate, Sorisole, Stezzano, Torre Boldone, Torre de' Roveri, Treviolo, Valbrembo e Villa di Serio.
Il collegio era quindi interamente compreso nella provincia di Bergamo.
Il collegio era parte del collegio plurinominale Lombardia 3 - 02.

## Eletti
| Elezione | Elezione | Deputato        | Partito      |
| -------- | -------- | --------------- | ------------ |
|          | 2018     | Stefano Benigni | Forza Italia |
|          | 2019     | Stefano Benigni | Cambiamo!    |
|          | 2021     | Stefano Benigni | Indipendente |

## Dati elettorali

### XVIII legislatura
Come previsto dalla legge elettorale, 232 deputati erano eletti con sistema a maggioranza relativa in altrettanti collegi uninominali a turno unico.
| Candidati              | Candidati                 | Voti    | %     | Liste                    | Voti    | %     |
| ---------------------- | ------------------------- | ------- | ----- | ------------------------ | ------- | ----- |
|                        | Stefano Benigni ✔️ Eletto | 81 306  | 45,55 | Lega                     | 51 036  | 28,59 |
| Forza Italia           | Stefano Benigni ✔️ Eletto | 81 306  | 45,55 | 21 284                   | 11,92   |       |
| Fratelli d'Italia      | Stefano Benigni ✔️ Eletto | 81 306  | 45,55 | 7 742                    | 4,34    |       |
| Noi con l'Italia - UDC | Stefano Benigni ✔️ Eletto | 81 306  | 45,55 | 1 244                    | 0,70    |       |
|                        | Elena Carnevali           | 54 299  | 30,42 | Partito Democratico      | 45 236  | 25,34 |
| +Europa                | Elena Carnevali           | 54 299  | 30,42 | 6 846                    | 3,84    |       |
| Italia Europa Insieme  | Elena Carnevali           | 54 299  | 30,42 | 1 350                    | 0,76    |       |
| Civica Popolare        | Elena Carnevali           | 54 299  | 30,42 | 867                      | 0,49    |       |
|                        | Guia Termini              | 31 127  | 17,44 | Movimento 5 Stelle       | 31 127  | 17,44 |
|                        | Nicola Cremaschi          | 5 336   | 2,99  | Liberi e Uguali          | 5 336   | 2,99  |
|                        | Michele Cremaschi         | 2 299   | 1,29  | Potere al Popolo!        | 2 299   | 1,29  |
|                        | Roberto Todisco           | 1 492   | 0,84  | CasaPound                | 1 492   | 0,84  |
|                        | Maurizio Dal Passo        | 1 298   | 0,73  | Il Popolo della Famiglia | 1 298   | 0,73  |
|                        | Silvano Colombo           | 671     | 0,38  | Italia agli Italiani     | 671     | 0,38  |
|                        | Lucia Rocchi              | 508     | 0,28  | Grande Nord              | 508     | 0,28  |
|                        | Guido Politi              | 164     | 0,09  | PRI - ALA                | 164     | 0,09  |
| Totale                 | Totale                    | 178 500 | 100   |                          | 178 500 | 100   |
|                        |                           |         |       |                          |         |       |
| Voti non validi        | Voti non validi           | 4 997   | 2,72  |                          |         |       |
| Votanti                | Votanti                   | 183 497 | 80,33 |                          |         |       |
| Elettori               | Elettori                  | 228 419 |       |                          |         |       |